# Lijst van senatoren uit Louisiana

Zegel van de staat Louisiana

Dit is een lijst van de senatoren voor de Amerikaanse staat Louisiana. De senatoren voor Louisiana zijn ingedeeld als Klasse II en Klasse III. De twee huidige senatoren voor Louisiana zijn: Bill Cassidy senator sinds 2015 de (senior senator) en John Neely Kennedy senator sinds 2017 de (junior senator), beiden lid van de Republikeinse Partij.
Een aantal prominente personen die hebben gediend als senator voor Louisiana zijn: Thomas Posey (eerder gouverneur van Indiana), William Claiborne (jongst gekozen lid van Congres op 23-jarige leeftijd), Edward Livingston (later minister van Buitenlandse Zaken en eerder burgemeester van New York), Judah Benjamin (later minister van Justitie, Oorlog en Buitenlandse Zaken voor de Geconfedereerde Staten van Amerika), William Pitt Kellogg (prominent politicus), Murphy Foster (prominent politicus), Huey Long (prominent politicus), Rose McConnell Long (derde vrouwelijke senator), Allen Ellender (prominent politicus), Mary Landrieu (prominent politica), Charles Conrad (later minister van Oorlog), Pierre Soulé (prominent politicus en later ambassadeur), Edward Douglass White (later opperrechter voor het Hooggerechtshof), Russell Long (prominent politicus) en David Vitter (prominent politicus).
Maar liefst acht senatoren voor Louisiana zijn ook gouverneur van Louisiana geweest: William Claiborne, Henry Johnson, William Pitt Kellogg, Murphy Foster, Huey Long, Alexandre Mouton, Newton Blanchard en Samuel McEnery. Drie senatoren voor Louisiana waren eerstegraads verwanten: Huey Long (echtgenoot en vader), Rose McConnell Long (echtgenote en moeder) en Russell Long (zoon).

## Klasse II
| Nr.                                                                             | Senator voor Louisiana Senator from Louisiana | Senator voor Louisiana Senator from Louisiana | Senator voor Louisiana Senator from Louisiana | Ambtstermijn     | Ambtstermijn      | Partij(en)   | Verkiezing(en) |
| ------------------------------------------------------------------------------- | --------------------------------------------- | --------------------------------------------- | --------------------------------------------- | ---------------- | ----------------- | ------------ | -------------- |
| 1                                                                               |                                               | Jean Noël Destréhan                           | Jean Noël Destréhan (1754–1823)               | 1 september 1812 | 1 oktober 1812    | DR           | 1812           |
| Vacant                                                                          |                                               |                                               |                                               |                  |                   |              | 1812           |
| 2                                                                               |                                               | Thomas Posey                                  | Thomas Posey (1750–1818)                      | 8 oktober 1812   | 5 februari 1813   | DR           | 1812           |
| 3                                                                               |                                               | James Brown                                   | James Brown (1766–1835)                       | 5 februari 1813  | 4 maart 1817      | DR           | 1813           |
| 4                                                                               |                                               | William Claiborne                             | William Claiborne (1773–1817)                 | 4 maart 1817     | 23 november 1817  | DR           | 1817           |
| Vacant                                                                          |                                               |                                               |                                               |                  |                   |              | 1817           |
| 5                                                                               |                                               | Henry Johnson                                 | Henry Johnson (1783–1864)                     | 12 januari 1818  | 28 mei 1828       | DR           | 1818           |
| 5                                                                               | 1823                                          | Henry Johnson                                 | Henry Johnson (1783–1864)                     | 12 januari 1818  | 28 mei 1828       | DR           |                |
| Vacant                                                                          |                                               |                                               |                                               |                  |                   |              |                |
| 6                                                                               |                                               | Charles Bouligny                              | Charles Bouligny (1773–1833)                  | 20 november 1824 | 4 maart 1829      | DR (1824–28) | 1824           |
| 6                                                                               | NR (1828–29)                                  | Charles Bouligny                              | Charles Bouligny (1773–1833)                  | 20 november 1824 | 4 maart 1829      |              | 1824           |
| 7                                                                               |                                               | Edward Livingston                             | Edward Livingston (1764–1836)                 | 4 maart 1829     | 24 mei 1831       | D            | 1829           |
| Vacant                                                                          |                                               |                                               |                                               |                  |                   |              | 1829           |
| 8                                                                               |                                               | George Waggaman                               | George Waggaman (1782–1843)                   | 15 november 1831 | 4 maart 1835      | NR (1831–33) | 1831           |
| 8                                                                               | W (1833–35)                                   | George Waggaman                               | George Waggaman (1782–1843)                   | 15 november 1831 | 4 maart 1835      |              | 1831           |
| Vacant                                                                          | Vacant                                        | Vacant                                        | Vacant                                        | Vacant           | Vacant            | Vacant       | 1835           |
| 9                                                                               |                                               | Robert Nicholas                               | Robert Nicholas (1787–1856)                   | 13 januari 1936  | 4 maart 1841      | D            | 1836           |
| 10                                                                              |                                               | Alexander Barrow                              | Alexander Barrow (1801–1846)                  | 4 maart 1841     | 29 december 1846  | W            | 1840           |
| Vacant                                                                          |                                               |                                               |                                               |                  |                   |              | 1840           |
| 11                                                                              |                                               | Pierre Soulé                                  | Pierre Soulé (1801–1870)                      | 20 januari 1847  | 4 maart 1847      | D            | 1847 (1)       |
| 12                                                                              |                                               | Solomon Downs                                 | Solomon Downs (1801–1854)                     | 4 maart 1847     | 4 maart 1853      | D            | 1847 (2)       |
| 13                                                                              |                                               | Judah Benjamin                                | Judah Benjamin (1811–1884)                    | 4 maart 1853     | 4 februari 1861   | W (1853–56)  | 1852           |
| 13                                                                              | D (1856–61)                                   | Judah Benjamin                                | Judah Benjamin (1811–1884)                    | 4 maart 1853     | 4 februari 1861   |              | 1852           |
| 13                                                                              | 1859                                          | Judah Benjamin                                | Judah Benjamin (1811–1884)                    | 4 maart 1853     | 4 februari 1861   |              |                |
| Vacant                                                                          |                                               |                                               |                                               |                  |                   |              |                |
| Vacant Geconfedereerde Staten van Amerika (1861–1865) Reconstructie (1865–1868) |                                               |                                               |                                               |                  |                   |              |                |
| 14                                                                              |                                               | John Harris                                   | John Harris (1825–1906)                       | 8 juli 1868      | 4 maart 1871      | R            | 1868           |
| 15                                                                              |                                               | Joseph West                                   | Joseph West (1822–1898)                       | 4 maart 1871     | 4 maart 1877      | R            | 1871           |
| 16                                                                              |                                               | William Pitt Kellogg                          | William Pitt Kellogg (1830–1918)              | 4 maart 1877     | 4 maart 1883      | R            | 1876           |
| 17                                                                              |                                               | Randall Gibson                                | Randall Gibson (1832–1892)                    | 4 maart 1883     | 15 december 1892  | D            | 1882           |
| 17                                                                              | 1889                                          | Randall Gibson                                | Randall Gibson (1832–1892)                    | 4 maart 1883     | 15 december 1892  | D            |                |
| Vacant                                                                          |                                               |                                               |                                               |                  |                   |              |                |
| 18                                                                              |                                               | Donelson Caffery                              | Donelson Caffery (1835–1906)                  | 31 december 1892 | 4 maart 1901      | D            |                |
| 18                                                                              | 1894 (1)                                      | Donelson Caffery                              | Donelson Caffery (1835–1906)                  | 31 december 1892 | 4 maart 1901      | D            |                |
| 18                                                                              | 1894 (1)                                      | Donelson Caffery                              | Donelson Caffery (1835–1906)                  | 31 december 1892 | 4 maart 1901      | D            |                |
| 19                                                                              |                                               | Murphy Foster                                 | Murphy Foster (1849–1921)                     | 4 maart 1901     | 4 maart 1913      | D            | 1900           |
| 19                                                                              | 1906                                          | Murphy Foster                                 | Murphy Foster (1849–1921)                     | 4 maart 1901     | 4 maart 1913      | D            |                |
| 20                                                                              |                                               | Joseph Ransdell                               | Joseph Ransdell (1858–1954)                   | 4 maart 1913     | 4 maart 1931      | D            | 1912           |
| 20                                                                              | 1918                                          | Joseph Ransdell                               | Joseph Ransdell (1858–1954)                   | 4 maart 1913     | 4 maart 1931      | D            |                |
| 20                                                                              | 1924                                          | Joseph Ransdell                               | Joseph Ransdell (1858–1954)                   | 4 maart 1913     | 4 maart 1931      | D            |                |
| Vacant                                                                          | Vacant                                        | Vacant                                        | Vacant                                        | Vacant           | Vacant            | Vacant       | 1930           |
| 21                                                                              |                                               | Huey Long                                     | Huey Long (1893–1935)                         | 25 januari 1932  | 10 september 1935 | D            | 1930           |
| Vacant                                                                          |                                               |                                               |                                               |                  |                   |              | 1930           |
| 22                                                                              |                                               | Rose McConnell Long                           | Rose McConnell Long (1892–1970)               | 30 januari 1936  | 3 januari 1937    | D            | 1930           |
| 22                                                                              | D                                             | Rose McConnell Long                           | Rose McConnell Long (1892–1970)               | 30 januari 1936  | 3 januari 1937    | 1936         |                |
| 23                                                                              |                                               | Allen Ellender                                | Allen Ellender (1890–1972)                    | 3 januari 1937   | 27 juli 1972      | D            | 1936           |
| 23                                                                              | 1942                                          | Allen Ellender                                | Allen Ellender (1890–1972)                    | 3 januari 1937   | 27 juli 1972      | D            |                |
| 23                                                                              | 1948                                          | Allen Ellender                                | Allen Ellender (1890–1972)                    | 3 januari 1937   | 27 juli 1972      | D            |                |
| 23                                                                              | 1954                                          | Allen Ellender                                | Allen Ellender (1890–1972)                    | 3 januari 1937   | 27 juli 1972      | D            |                |
| 23                                                                              | 1960                                          | Allen Ellender                                | Allen Ellender (1890–1972)                    | 3 januari 1937   | 27 juli 1972      | D            |                |
| 23                                                                              | 1966                                          | Allen Ellender                                | Allen Ellender (1890–1972)                    | 3 januari 1937   | 27 juli 1972      | D            |                |
| Vacant                                                                          |                                               |                                               |                                               |                  |                   |              |                |
| 24                                                                              |                                               | Elaine Edwards                                | Elaine Edwards (1929–2018)                    | 1 augustus 1972  | 14 november 1972  | D            |                |
| 25                                                                              |                                               | Bennett Johnston                              | Bennett Johnston (1932–2025)                  | 14 november 1972 | 3 januari 1997    | D            |                |
| 25                                                                              | 1972                                          | Bennett Johnston                              | Bennett Johnston (1932–2025)                  | 14 november 1972 | 3 januari 1997    | D            |                |
| 25                                                                              | 1978                                          | Bennett Johnston                              | Bennett Johnston (1932–2025)                  | 14 november 1972 | 3 januari 1997    | D            |                |
| 25                                                                              | 1984                                          | Bennett Johnston                              | Bennett Johnston (1932–2025)                  | 14 november 1972 | 3 januari 1997    | D            |                |
| 25                                                                              | 1990                                          | Bennett Johnston                              | Bennett Johnston (1932–2025)                  | 14 november 1972 | 3 januari 1997    | D            |                |
| 26                                                                              |                                               | Mary Landrieu                                 | Mary Landrieu (1955)                          | 3 januari 1997   | 3 januari 2015    | D            | 1996           |
| 26                                                                              | 2002                                          | Mary Landrieu                                 | Mary Landrieu (1955)                          | 3 januari 1997   | 3 januari 2015    | D            |                |
| 26                                                                              | 2008                                          | Mary Landrieu                                 | Mary Landrieu (1955)                          | 3 januari 1997   | 3 januari 2015    | D            |                |
| 27                                                                              |                                               | Bill Cassidy                                  | Bill Cassidy (1954)                           | 3 januari 2015   | heden             | R            | 2014           |
| 27                                                                              | 2020                                          | Bill Cassidy                                  | Bill Cassidy (1954)                           | 3 januari 2015   | heden             | R            |                |

## Klasse III
| Nr.                                                                             | Senator voor Louisiana Senator from Louisiana | Senator voor Louisiana Senator from Louisiana | Senator voor Louisiana Senator from Louisiana | Ambtstermijn     | Ambtstermijn     | Partij(en)   | Verkiezing(en) |
| ------------------------------------------------------------------------------- | --------------------------------------------- | --------------------------------------------- | --------------------------------------------- | ---------------- | ---------------- | ------------ | -------------- |
| 1                                                                               |                                               |                                               | Allan Magruder (1775–1822)                    | 1 september 1812 | 4 maart 1813     | DR           | 1812           |
| 2                                                                               |                                               |                                               | Eligius Fromentin (1767–1822)                 | 4 maart 1813     | 4 maart 1819     | DR           | 1813           |
| 3                                                                               |                                               | James Brown                                   | James Brown (1766–1835)                       | 4 maart 1819     | 10 december 1823 | DR           | 1819           |
| Vacant                                                                          |                                               |                                               |                                               |                  |                  |              | 1819           |
| 4                                                                               |                                               | Josiah Johnston                               | Josiah Johnston (1784–1833)                   | 16 januari 1824  | 19 mei 1833      | DR (1824–28) | 1824           |
| 4                                                                               | 1825                                          | Josiah Johnston                               | Josiah Johnston (1784–1833)                   | 16 januari 1824  | 19 mei 1833      | DR (1824–28) |                |
| 4                                                                               | NR (1828–33)                                  | Josiah Johnston                               | Josiah Johnston (1784–1833)                   | 16 januari 1824  | 19 mei 1833      |              |                |
| 4                                                                               | 1831                                          | Josiah Johnston                               | Josiah Johnston (1784–1833)                   | 16 januari 1824  | 19 mei 1833      |              |                |
| 4                                                                               | W (1833)                                      | Josiah Johnston                               | Josiah Johnston (1784–1833)                   | 16 januari 1824  | 19 mei 1833      |              |                |
| Vacant                                                                          |                                               |                                               |                                               |                  |                  |              |                |
| 5                                                                               |                                               | Alexander Porter                              | Alexander Porter (1785–1844)                  | 20 december 1833 | 7 januari 1837   | W            | 1833           |
| Vacant                                                                          |                                               |                                               |                                               |                  |                  |              | 1833           |
| 6                                                                               |                                               | Alexandre Mouton                              | Alexandre Mouton (1804–1885)                  | 12 januari 1837  | 1 maart 1942     | D            | 1837 (1)       |
| 6                                                                               | 1837 (2)                                      | Alexandre Mouton                              | Alexandre Mouton (1804–1885)                  | 12 januari 1837  | 1 maart 1942     | D            |                |
| Vacant                                                                          |                                               |                                               |                                               |                  |                  |              |                |
| 7                                                                               |                                               | Charles Conrad                                | Charles Conrad (1804–1878)                    | 14 april 1842    | 4 maart 1843     | W            |                |
| 8                                                                               |                                               | Alexander Porter                              | Alexander Porter (1785–1844)                  | 4 maart 1843     | 12 januari 1844  | W            | 1843           |
| Vacant                                                                          |                                               |                                               |                                               |                  |                  |              | 1843           |
| 9                                                                               |                                               | Henry Johnson                                 | Henry Johnson (1783–1864)                     | 12 februari 1844 | 4 maart 1849     | W            | 1844           |
| 10                                                                              |                                               | Pierre Soulé                                  | Pierre Soulé (1801–1870)                      | 4 maart 1849     | 10 april 1853    | D            | 1848           |
| Vacant                                                                          |                                               |                                               |                                               |                  |                  |              | 1848           |
| 11                                                                              |                                               | John Slidell                                  | John Slidell (1793–1871)                      | 5 december 1853  | 4 februari 1861  | D            | 1848           |
| 11                                                                              | 1854                                          | John Slidell                                  | John Slidell (1793–1871)                      | 5 december 1853  | 4 februari 1861  | D            |                |
| Vacant                                                                          |                                               |                                               |                                               |                  |                  |              |                |
| Vacant Geconfedereerde Staten van Amerika (1861–1865) Reconstructie (1865–1868) |                                               |                                               |                                               |                  |                  |              |                |
| 12                                                                              |                                               | William Pitt Kellogg                          | William Pitt Kellogg (1830–1918)              | 8 juli 1868      | 1 november 1872  | R            | 1868           |
| Vacant                                                                          |                                               |                                               |                                               |                  |                  |              | 1868           |
| Vacant                                                                          | Vacant                                        | Vacant                                        | Vacant                                        | Vacant           | Vacant           | Vacant       | 1872           |
| 13                                                                              |                                               | James Eustis                                  | James Eustis (1834–1899)                      | 12 januari 1876  | 4 maart 1879     | D            | 1876           |
| 14                                                                              |                                               | Benjamin Jonas                                | Benjamin Jonas (1834–1911)                    | 4 maart 1879     | 4 maart 1885     | D            | 1879           |
| 15                                                                              |                                               | James Eustis                                  | James Eustis (1834–1899)                      | 4 maart 1885     | 4 maart 1891     | D            | 1885           |
| 16                                                                              |                                               | Edward Douglass White                         | Edward Douglass White (1845–1921)             | 4 maart 1891     | 12 maart 1894    | D            | 1891           |
| 17                                                                              |                                               | Newton Blanchard                              | Newton Blanchard (1849–1922)                  | 12 maart 1894    | 4 maart 1897     | D            | 1891           |
| 17                                                                              | 1894                                          | Newton Blanchard                              | Newton Blanchard (1849–1922)                  | 12 maart 1894    | 4 maart 1897     | D            |                |
| 18                                                                              |                                               | Samuel McEnery                                | Samuel McEnery (1837–1910)                    | 4 maart 1897     | 28 juni 1910     | D            | 1896           |
| 18                                                                              | 1900                                          | Samuel McEnery                                | Samuel McEnery (1837–1910)                    | 4 maart 1897     | 28 juni 1910     | D            |                |
| 18                                                                              | 1908                                          | Samuel McEnery                                | Samuel McEnery (1837–1910)                    | 4 maart 1897     | 28 juni 1910     | D            |                |
| Vacant                                                                          |                                               |                                               |                                               |                  |                  |              |                |
| 19                                                                              |                                               | John Thornton                                 | John Thornton (1846–1917)                     | 8 december 1910  | 4 maart 1915     | D            | 1910           |
| 20                                                                              |                                               | Robert Broussard                              | Robert Broussard (1864–1918)                  | 4 maart 1915     | 12 april 1918    | D            | 1912           |
| Vacant                                                                          |                                               |                                               |                                               |                  |                  |              | 1912           |
| 21                                                                              |                                               | Walter Guion                                  | Walter Guion (1849–1927)                      | 22 april 1918    | 6 november 1918  | D            | 1912           |
| 22                                                                              |                                               | Edward Gay                                    | Edward Gay (1878–1952)                        | 6 november 1918  | 4 maart 1921     | D            | 1918           |
| 23                                                                              |                                               | Edwin Broussard                               | Edwin Broussard (1874–1934)                   | 4 maart 1921     | 4 maart 1933     | D            | 1920           |
| 23                                                                              | 1926                                          | Edwin Broussard                               | Edwin Broussard (1874–1934)                   | 4 maart 1921     | 4 maart 1933     | D            |                |
| 24                                                                              |                                               | John Overton                                  | John Overton (1875–1948)                      | 4 maart 1933     | 14 mei 1948      | D            | 1932           |
| 24                                                                              | 1938                                          | John Overton                                  | John Overton (1875–1948)                      | 4 maart 1933     | 14 mei 1948      | D            |                |
| 24                                                                              | 1944                                          | John Overton                                  | John Overton (1875–1948)                      | 4 maart 1933     | 14 mei 1948      | D            |                |
| Vacant                                                                          |                                               |                                               |                                               |                  |                  |              |                |
| 25                                                                              |                                               | William Feazel                                | William Feazel (1895–1965)                    | 18 mei 1948      | 31 december 1948 | D            |                |
| 26                                                                              |                                               | Russell Long                                  | Russell Long (1918–2003)                      | 31 december 1948 | 3 januari 1987   | D            | 1948           |
| 26                                                                              | 1950                                          | Russell Long                                  | Russell Long (1918–2003)                      | 31 december 1948 | 3 januari 1987   | D            |                |
| 26                                                                              | 1956                                          | Russell Long                                  | Russell Long (1918–2003)                      | 31 december 1948 | 3 januari 1987   | D            |                |
| 26                                                                              | 1962                                          | Russell Long                                  | Russell Long (1918–2003)                      | 31 december 1948 | 3 januari 1987   | D            |                |
| 26                                                                              | 1968                                          | Russell Long                                  | Russell Long (1918–2003)                      | 31 december 1948 | 3 januari 1987   | D            |                |
| 26                                                                              | 1974                                          | Russell Long                                  | Russell Long (1918–2003)                      | 31 december 1948 | 3 januari 1987   | D            |                |
| 26                                                                              | 1980                                          | Russell Long                                  | Russell Long (1918–2003)                      | 31 december 1948 | 3 januari 1987   | D            |                |
| 27                                                                              |                                               | John Breaux                                   | John Breaux (1944)                            | 3 januari 1987   | 3 januari 2005   | D            | 1986           |
| 27                                                                              | 1992                                          | John Breaux                                   | John Breaux (1944)                            | 3 januari 1987   | 3 januari 2005   | D            |                |
| 27                                                                              | 1998                                          | John Breaux                                   | John Breaux (1944)                            | 3 januari 1987   | 3 januari 2005   | D            |                |
| 28                                                                              |                                               | David Vitter                                  | David Vitter (1961)                           | 3 januari 2005   | 3 januari 2017   | R            | 2004           |
| 28                                                                              | 2010                                          | David Vitter                                  | David Vitter (1961)                           | 3 januari 2005   | 3 januari 2017   | R            |                |
| 29                                                                              |                                               | John Neely Kennedy                            | John Neely Kennedy (1951)                     | 3 januari 2017   | heden            | R            | 2016           |
| 29                                                                              | 2022                                          | John Neely Kennedy                            | John Neely Kennedy (1951)                     | 3 januari 2017   | heden            | R            |                |

Alabama: Tuberville (R) · Britt (R)
Alaska: Murkowski (R) · Sullivan (R)
Arizona: Kelly (D) · Gallego (D)
Arkansas: Boozman (R) · Cotton (R)
Californië: Padilla (D) · Schiff (D)
Colorado: Bennet (D) · Hickenlooper (D)
Connecticut: Blumenthal (D) · Murphy (D)
Delaware: Coons (D) · Blunt Rochester (D)
Florida: R. Scott (R) · Moody (R)
Georgia: Ossoff (D) · Warnock (D)
Hawaï: Schatz (D) · Hirono (D)
Idaho: Crapo (R) · Risch (R)
Illinois: Durbin (D) · Duckworth (D)
Indiana: Young (R) · Banks (R)
Iowa: Grassley (R) · Ernst (R)
Kansas: Moran (R) · Marshall (R)
Kentucky: McConnell (R) · Paul (R)
Louisiana: Cassidy (R) · Kennedy (R)
Maine: Collins (R) · King (O)
Maryland: Van Hollen (D) · Alsobrooks (D)
Massachusetts: Warren (D) · Markey (D)
Michigan: Peters (D) · Slotkin (D)
Minnesota: Klobuchar (D) · Smith (D)
Mississippi: Wicker (R) · Hyde-Smith (R)
Missouri: Hawley (R) · Schmitt (R)
Montana: Daines (R) · Sheehy (R)
Nebraska: Fischer (R) · Ricketts (R)
Nevada: Cortez Masto (D) · Rosen (D)
New Hampshire: Shaheen (D) · Hassan (D)
New Jersey: Booker (D) · Kim (D)
New Mexico: Heinrich (D) · Luján (D)
New York: Schumer (D) · Gillibrand (D)
North Carolina: Tillis (R) · Budd (R)
North Dakota: Hoeven (R) · Cramer (R)
Ohio: Moreno (R) · Husted (R)
Oklahoma: Lankford (R) · Mullin (R)
Oregon: Wyden (D) · Merkley (D)
Pennsylvania: Fetterman (D) · McCormick (R)
Rhode Island: Reed (D) · Whitehouse (D)
South Carolina: Graham (R) · T. Scott (R)
South Dakota: Thune (R) · Rounds (R)
Tennessee: Blackburn (R) · Hagerty (R)
Texas: Cornyn (R) · Cruz (R)
Utah: Lee (R) · Curtis (R)
Vermont: Sanders (O) · Welch (D)
Virginia: Warner (D) · Kaine (D)
Washington: Murray (D) · Cantwell (D)
West Virginia: Moore Capito (R) · Justice (R)
Wisconsin: Johnson (R) · Baldwin (D)
Wyoming: Barrasso (R) · Lummis (R)
(D): Democraat · (R): Republikein · (O): Onafhankelijk